# وجستا
وجستا بازیگر زن ایرانی زاده ۱۳۱۹ در تهران است.

## زندگی‌نامه
سوسن سرمدی با نام هنری وجستا بازیگر سینمای پیش از انقلاب ایران است. وی با بازی در فیلم نسیم عیار در سال ۱۳۴۶ با نام هنری فرنگیس به سینما معرفی شد. پس از آن مدتی با نام حقیقی خود در دو فیلم پلی بسوی بهشت و رنگین کمان بازی کرد. از آنجا که معتقد بود با اسم حقیقی نمیتوان در سینما موفق بود، در سال ۱۳۵۰ نام هنری خود را به وجستا تغییر داد و به عنوان چهره جدید در فیلم فاتحین صحرا خوش درخشید. وی پس از ایفای نقش در ۱۲ فیلم، از بازیگری کناره‌گیری نمود. مهمترین حضور سینمایی او در فیلم صبح روز چهارم ساخته کامران شیردل است که در این فیلم نقش مقابل سعید راد را ایفا نموده است.

## فیلم‌شناسی
- جنگجویان کوچولو (۱۳۵۲)
- بدکاران (۱۳۵۲)
- صبح روز چهارم (۱۳۵۱)
- عباسه و جعفر برمکی (۱۳۵۱)
- تولدت مبارک (۱۳۵۱)
- فدایی (۱۳۵۱)
- خداحافظ رفیق (فیلم ۱۳۵۰)

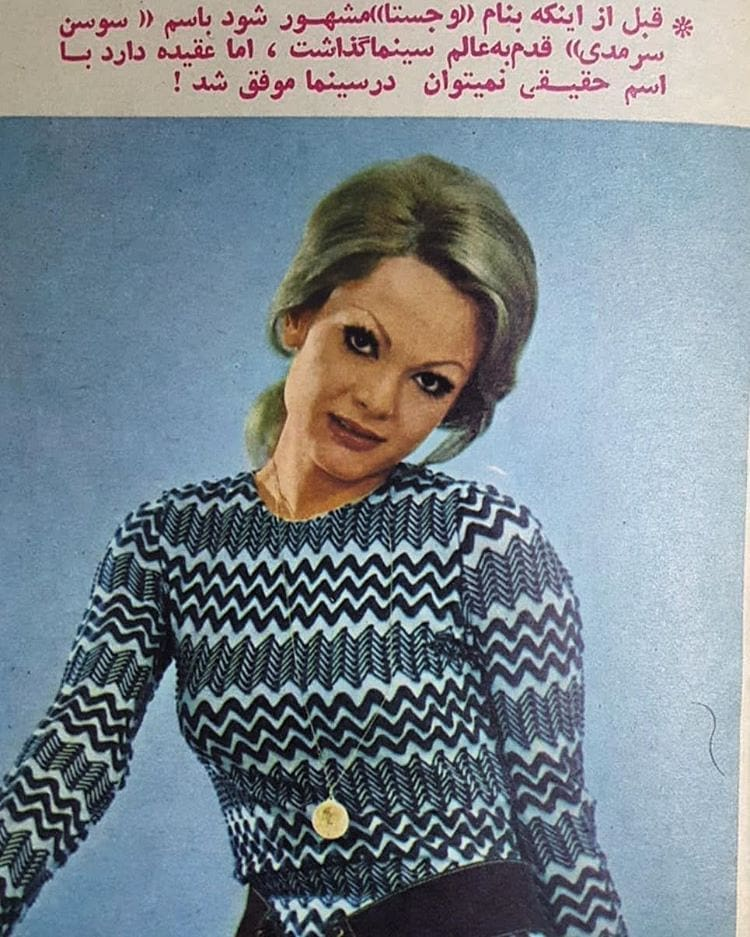
وجستا

- فاتحین صحرا (۱۳۵۰) در نسخه آمریکایی با نام Susan West
- رنگین کمان (۱۳۵۰) - با نام حقیقی خود سوسن سرمدی
- پلی به سوی بهشت (۱۳۴۷)- با نام هنری سوسن
- بسترهای جداگانه (۱۳۴۷)- با نام هنری فرنگیس
- نسیم عیار (۱۳۴۶)- با نام هنری فرنگیس [۲][۳]